# Клюквенный сок

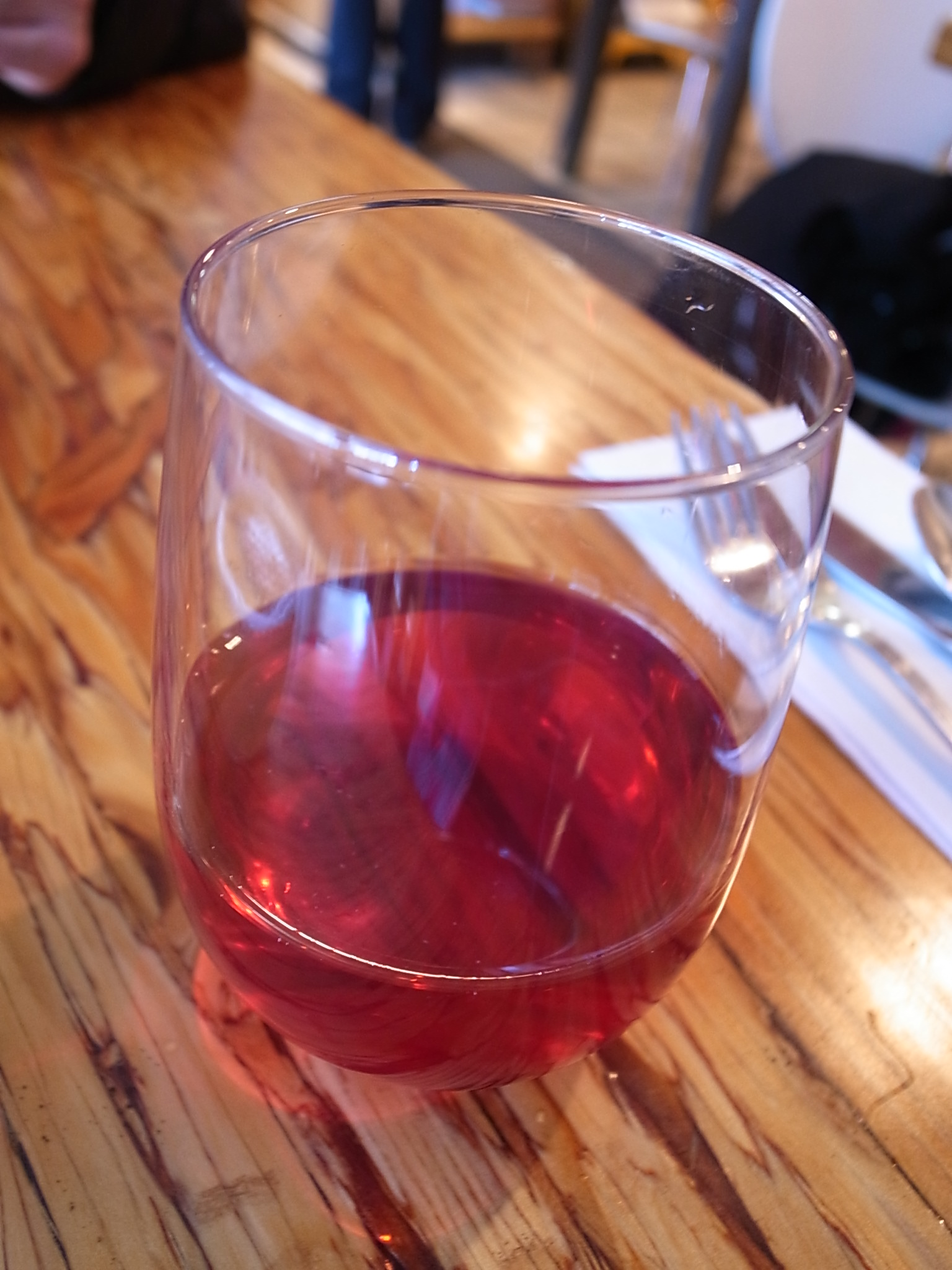
Клюквенный сок

Клюквенный сок — сок, полученный из ягод клюквы. Термин используется в отношении не только натурального (без добавления сладкого), но, как правило, применяется для обозначения подслащённой версии. Указанные в справочной литературе сведения, касающиеся содержания сахара, актуальны только для версии несладкого клюквенного сока.

## Химический состав
По химическому составу клюквенный сок, за исключением содержания витаминов, калия, сахаро́в и пищевых волокон растительной клетчатки, практически идентичен ягодам клюквы. А биологически активные компоненты клюквы способны оказывать противовоспалительный эффект и защищать от окислительного стресса, изменяя экспрессию генов в ТНР-1 клетках.
С практической точки зрения в соке, полученном из плодов клюквы, наибольшее значение уделяется содержанию сахаров, органических кислот, пектиновых веществ и витаминов.
Органические кислоты в клюквенном соке представлены, в основном, лимонной кислотой, также присутствуют бензойная, хинная, урсоловая, хлорогеновая, яблочная, олеиновая, γ-окси-α-кетомасляная, α-кетоглутаровая. В следовых количествах — щавелевая и янтарная.
Среди простых углеводов (сахаров) основное место занимают глюкоза и фруктоза, значительно меньше содержание сахарозы. По сравнению с ягодами клюквы, в составе клюквенного сока крайне незначительное количество углеводов из группы полисахаридов, представленных пектинами.
Плоды клюквы богаты витаминами, однако их содержание в клюквенном соке меньше, а по содержанию витамина C соизмеримо с соком апельсина, лимона, грейпфрута и земляники садовой. Среди других витаминов представлены B1, B2, B5, B6, PP. Клюквенный сок является ценным источником витамина K1 (филлохинон), не уступая капустному и земляничному.
Кроме этого, в химическом составе клюквенного сока отмечается бетаин и биофлавоноиды: антоцианы, лейкоантоцианы, катехины, флавонолы и фенолокислоты, а также макро- и микроэлементы: значительное количество калия, меньше фосфора и кальция. Сравнительно много железа, также есть марганец, молибден, медь. Кроме них имеется йод, магний, барий, бор, кобальт, никель, олово, свинец, серебро, титан, хром, цинк, алюминий и другие.

## Свойства
Широко применяется в пищевой и ликёро-водочной промышленности. Используется также в лечебных и профилактических целях, поскольку считается, что клюквенный сок обладает противовоспалительным свойством, полезностью при авитаминозах и эффективностью в лечении и профилактике цинги.
Клюквенный сок содержит вещество, которое, как считается, способно предотвращать прикрепление бактерий (например, Escherichia coli) к стенкам мочевого пузыря. В течение десятков лет клюквенный сок использовался для лечения инфекций мочевыводящих путей. Ранние кокрановские обзоры показывали возможное снижение частоты симптоматических инфекций мочевыводящих путей при его применении, но позже оказалось, что клюквенный сок менее эффективен, нежели ожидалось, и накопленных данных оказалось недостаточно, чтобы рекомендовать его для лечения. По состоянию на 2020 год нет качественных доказательств, что клюквенный сок может предотвращать инфекции мочевыводящих путей.